# Josep Samitier
Josep Samitier Vilalta znany też jako José Samitier (ur. 2 lutego 1902 w Barcelonie, zm. 4 maja 1972 tamże) – hiszpański piłkarz i trener reprezentacji Katalonii w piłce nożnej.

## Kariera
Samitier występował m.in. w barwach Barcelony, jak i Realu Madryt. Był trenerem Atlético Madryt, OGC Nice (również jego były klub) i FC Barcelony, pracował jako skaut w Barcelonie i Realu Madryt. 21 razy wystąpił w reprezentacji Hiszpanii.
Podczas swojej piłkarskiej kariery w Barcelonie strzelił 326 goli, dzięki czemu jest trzecim najskuteczniejszym strzelcem w historii klubu.